# Championnat d'Italie de football de deuxième division 2011-2012
Navigation
Serie B 2010-2011 Serie B 2012-2013
La Serie B 2011-2012 (championnat d'Italie de football de 2e division), connue comme « Serie bwin » (nom commercial) est la 80e saison depuis sa création en 1929.
22 équipes y prennent part : 15 provenant de la précédente Serie B et 7 nouvelles équipes comprenant les reléguées de la Serie A 2010-2011 Bari, Brescia et la Sampdoria (qui ont pris la place des promues Atalanta, Sienne et Novabre), et les promues de la Lega Pro Prima Divisione 2010-2011 Gubbio, Vérone, Nocerina et la Juve Stabia (remplaçant les reléguées Plaisance, Triestina, Portogruaro et Frosinone).

## Équipes engagées
Les vingt-deux équipes participantes sont les suivantes :
| Club                                   | Ville                   | Stade                                    | Capacité | Sponsor technique | Sponsor officiel                           | Saison 2009-2010                                               |
| -------------------------------------- | ----------------------- | ---------------------------------------- | -------- | ----------------- | ------------------------------------------ | -------------------------------------------------------------- |
| UC Albinoleffe                         | Albino et Leffe         | Stadio Atleti Azzurri d'Italia (Bergame) | 24.726   | Acerbis           | UBI Assicurazioni                          | 18e place en Serie B                                           |
| Ascoli Calcio 1898                     | Ascoli Piceno           | Stadio Cino-e-Lillo-Del-Duca             | 20.550   | Legea             | Carisap                                    | 17e place en Serie B                                           |
| Bari                                   | Bari                    | Stade San Nicola                         | 58.270   | Erreà             | Banca Popolare di Bari                     | 20e place en Serie A                                           |
| Brescia                                | Brescia                 | stade Mario-Rigamonti                    | 23.486   | Mass              | UBI Banco di Brescia                       | 19e place en Serie A                                           |
| Associazione Sportiva Cittadella       | Cittadella              | Stadio Piercesare-Tombolato              | 7.623    | Garman            | Siderurgica Gabrielli Elledì               | 14e place en Serie B                                           |
| Football Club Crotone                  | Crotone                 | Stade Ezio-Scida                         | 9.631    | Onze              | Città di Crotone                           | 11e place en Serie B                                           |
| Empoli Football Club                   | Empoli                  | Stade Carlo-Castellani                   | 19.795   | Asics             | Limonta Sport Computer Gross               | 9e place en Serie B                                            |
| Unione Sportiva Grosseto Football Club | Grosseto                | Stade Carlo-Zecchini                     | 10.200   | Erreà             | ILCO Banca di Credito Cooperativo          | 15e place en Serie B                                           |
| Gubbio                                 | Gubbio                  | Stade Silvio-Piola                       | 7.487    | Givova            | Colacem                                    | 1re de la poule A de la Prima Divisione                        |
| Juve Stabia                            | Castellammare di Stabia | stade Romeo-Menti (Castellammare)        | 13.000   | Flyline           | Bonavita                                   | 5e de la poule B de la Prima Divisione (promue après play-off) |
| AS Livourne Calcio                     | Livorno                 | Stade Armando-Picchi                     | 19.238   | Legea             | Banca Carige                               | 7e place en Serie B                                            |
| Modène Football Club                   | Modène                  | Stade Alberto-Braglia                    | 21.151   | Givova            | CPL concordia Immergas                     | 10e place en Serie B                                           |
| Nocerina                               | Nocera Inferiore        | Stade San Francesco d'Assisi             | 7.632    | Givova            | Alfa Recupero Crediti                      | 1re de la poule B de la Prima Divisione                        |
| Calcio Padoue                          | Padoue                  | Stadio Euganeo                           | 32.420   | Lotto             | Famila Cassa di Risparmio del Veneto       | 5e place en Serie B                                            |
| Delfino Pescara 1936                   | Pescara                 | Stade Adriatico                          | 24.440   | Legea             | Pail Humangest                             | 13e en Serie B                                                 |
| Reggina Calcio                         | Reggio de Calabre       | Stade Oreste-Granillo                    | 27.454   | Onze              | Stocco & Stocco                            | 6e place en Serie B                                            |
| Sampdoria                              | Gênes                   | stade Luigi-Ferraris                     | 36.685   | Kappa             | Monte Paschi                               | 18e place en Serie A                                           |
| US Sassuolo                            | Sassuolo                | Stade Alberto-Braglia (Modena)           | 21.151   | Sportika          | Mapei                                      | 16e place en Serie B                                           |
| Torino Football Club                   | Turin                   | Stadio olimpico di Torino                | 27.994   | Kappa             | Gamenet                                    | 8e place en Serie B                                            |
| Associazione Sportiva Varèse 1910      | Varèse                  | Stadio Franco Ossola                     | 8.127    | Onze              | Oro in Euro Ing. Claudio Salini Pulirapida | 4e place en Serie B                                            |
| Vérone                                 | Vérone                  | stade Marc'Antonio-Bentegodi             | 39.211   | ASICS             | AGSM                                       | 5e de la poule A de la Prima Divisione (promue après play-off) |
| Vicence Calcio                         | Vicence                 | Stade Romeo-Menti                        | 12.400   | Max Sport         | FIAMM Banca Popolare di Vicenza            | 12e place en Serie B                                           |

## Classement

### Tableau
Le classement est établi sur le barème de points classique (victoire à 3 points, match nul à 1, défaite à 0).
Pour départager les égalités, on tient d'abord compte des confrontations directes, de la différence de buts générale, puis du nombre de buts marqués, et enfin si la qualification ou la relégation est en jeu, les deux équipes jouent une rencontre d'appui sur terrain neutre.
mis à jour le 28 mai 2012
| Rang | Équipe           | Pts | J  | G  | N  | P  | Bp | Bc | Diff |
| ---- | ---------------- | --- | -- | -- | -- | -- | -- | -- | ---- |
| 1    | Delifon Pescara  | 83  | 42 | 26 | 5  | 11 | 90 | 55 | +35  |
| 2    | Torino FC        | 83  | 42 | 24 | 11 | 7  | 57 | 28 | +29  |
| 3    | US Sassuolo      | 80  | 42 | 22 | 14 | 6  | 57 | 33 | +24  |
| 4    | Hellas Vérone P  | 78  | 42 | 23 | 9  | 10 | 60 | 41 | +19  |
| 5    | AS Varèse 1910   | 71  | 42 | 20 | 11 | 11 | 57 | 41 | +16  |
| 6    | UC Sampdoria R   | 67  | 42 | 17 | 16 | 9  | 53 | 34 | +19  |
| 7    | Calcio Padoue    | 63  | 42 | 18 | 9  | 15 | 56 | 58 | -2   |
| 8    | Brescia Calcio R | 57  | 42 | 15 | 12 | 15 | 48 | 50 | -2   |
| 9    | Juve Stabia P    | 57  | 42 | 16 | 13 | 13 | 53 | 49 | +4   |
| 10   | Reggina Calcio   | 55  | 42 | 14 | 13 | 15 | 63 | 59 | +4   |
| 11   | FC Crotone       | 52  | 42 | 13 | 15 | 14 | 60 | 58 | +2   |
| 12   | Modène FC        | 52  | 42 | 12 | 16 | 14 | 50 | 58 | -8   |
| 13   | AS Bari R        | 50  | 42 | 14 | 14 | 14 | 47 | 48 | -1   |
| 14   | US Grosseto      | 49  | 42 | 11 | 16 | 15 | 47 | 60 | -13  |
| 15   | Ascoli Calcio    | 49  | 42 | 15 | 11 | 16 | 47 | 50 | -3   |
| 16   | AS Cittadella    | 48  | 42 | 13 | 9  | 20 | 51 | 64 | -13  |
| 17   | AS Livourne      | 48  | 42 | 12 | 12 | 18 | 49 | 49 | 0    |
| 18   | Empoli FC        | 47  | 42 | 12 | 11 | 19 | 48 | 59 | -11  |
| 19   | Vicence Calcio   | 44  | 42 | 10 | 14 | 18 | 43 | 61 | -18  |
| 20   | ASD Nocerina P   | 40  | 42 | 10 | 10 | 22 | 52 | 71 | -19  |
| 21   | ASG Gubbio P     | 32  | 42 | 7  | 11 | 24 | 37 | 69 | -32  |
| 22   | UC Albinoleffe   | 30  | 42 | 6  | 12 | 24 | 39 | 69 | -30  |

| Légende : Qualifications et relégations | Légende : Qualifications et relégations                      |
| --------------------------------------- | ------------------------------------------------------------ |
|                                         | Promu en Série A                                             |
|                                         | Qualification pour les barrages d'accession en Série A       |
|                                         | Qualification pour les barrages de relégation en Ligue Pro 1 |
|                                         | Relégation en Ligue Pro 1                                    |
|                                         | R : Relégué en 2010-2011 P : Promu en 2010-2011              |

### Barrages

#### Relégation
Le 18e et le 19e du championnat s'affrontent pour ne pas descendre en Ligue Pro 1.
|        | Club    | Score | Club    |
| ------ | ------- | ----- | ------- |
| Aller  | Vicence | 0 - 0 | Empoli  |
| Retour | Empoli  | 3 - 2 | Vicence |

#### Promotion
Le vainqueur de ces barrages montera en Serie A.
|  | Demi-finales  | Demi-finales | Demi-finales | Demi-finales |               |   | Finale | Finale | Finale | Finale |  |  |  |  |  |  |
|  |               |              |              |              |               |   |        |        |        |        |  |  |  |  |  |  |
|  |               |              |              |              |               |   |        |        |        |        |  |  |  |  |  |  |
|  |               |              |              |              |               |   |        |        |        |        |  |  |  |  |  |  |
|  | (6) Sampdoria | 2            | 1            | 3            |               |   |        |        |        |        |  |  |  |  |  |  |
|  | (6) Sampdoria | 2            | 1            | 3            |               |   |        |        |        |        |  |  |  |  |  |  |
|  | (3) Sassuolo  | 1            | 1            | 2            |               |   |        |        |        |        |  |  |  |  |  |  |
|  | (3) Sassuolo  | 1            | 1            | 2            | (6) Sampdoria | 3 | 1      | 4      |        |        |  |  |  |  |  |  |
|  |               |              |              |              | (6) Sampdoria | 3 | 1      | 4      |        |        |  |  |  |  |  |  |
|  |               | (5) Varèse   | 2            | 0            | 2             |   |        |        |        |        |  |  |  |  |  |  |
|  | (5) Varèse    | (5) Varèse   | 2            | 0            | 2             | 2 | 1      | 3      |        |        |  |  |  |  |  |  |
|  | (5) Varèse    |              |              |              |               |   |        | 3      |        |        |  |  |  |  |  |  |
|  | (4) Vérone    | 0            | 1            | 1            |               |   |        |        |        |        |  |  |  |  |  |  |
|  | (4) Vérone    | 0            | 1            | 1            |               |   |        |        |        |        |  |  |  |  |  |  |